# James Acheson
Pour les articles homonymes, voir Acheson.
James « Jim » Acheson — né en 1946 à Leicester (Angleterre) — est un costumier et directeur artistique anglais.

## Biographie
Au cinéma, James Acheson est costumier d'une vingtaine de films — britanniques, américains ou en coproduction —, le premier étant Bandits, bandits de Terry Gilliam (1981, avec les Monty Python).
Suivent notamment Le Dernier Empereur de Bernardo Bertolucci (1987, avec John Lone et Joan Chen), Les Liaisons dangereuses de Stephen Frears (1988, avec Glenn Close et John Malkovich), Le Don du roi de Michael Hoffman (1995, avec Robert Downey Jr. et Sam Neill), Spider-Man de Sam Raimi (2002, avec Tobey Maguire et Kirsten Dunst) et Man of Steel de Zack Snyder (2013, avec Henry Cavill et Amy Adams).
Pour la télévision, il contribue à quelques séries et téléfilms, dont vingt-neuf épisodes de Doctor Who (1972-1976).
De plus, James Acheson est occasionnellement directeur artistique, entre autres sur Absolutely Anything de Terry Jones (2015, avec Simon Pegg et Kate Beckinsale), son dernier film à ce jour, dont il conçoit aussi les costumes.
Durant sa carrière, il gagne notamment trois Oscars de la meilleure création de costumes et un British Academy Film Award des meilleurs costumes (voir détails ci-dessous).

## Filmographie partielle
(comme costumier, sauf mention contraire ou complémentaire)

### Cinéma
- 1980 : Sir Henry at Rawlinson End de Steve Roberts (directeur artistique)
- 1981 : Bandits, bandits (Time Bandits) de Terry Gilliam
- 1983 : Monty Python : Le Sens de la vie (Monty Python's The Meaning of Life) de Terry Jones
- 1985 : Ouragan sur l'eau plate (Water) de Dick Clement
- 1985 : Brazil de Terry Gilliam
- 1986 : Biggles (Biggles: Adventures in Time) de John Hough
- 1986 : Highlander de Russell Mulcahy
- 1987 : Le Dernier Empereur (The Last Emperor) de Bernardo Bertolucci
- 1988 : Les Liaisons dangereuses (Dangerous Liaisons) de Stephen Frears
- 1990 : Un thé au Sahara (The Sheltering Sky) de Bernardo Bertolucci
- 1992 : Les Hauts de Hurlevent (Wuthering Heights) de Peter Kosminsky
- 1993 : Little Buddha de Bernardo Bertolucci (+ directeur artistique)
- 1994 : Frankenstein de Kenneth Branagh
- 1995 : Le Don du roi (Restoration) de Michael Hoffman
- 1996 : Du vent dans les saules (The Wind in the Willows) de Terry Jones (+ directeur artistique)
- 1998 : L'Homme au masque de fer (The Man in the Iron Mask) de Randall Wallace
- 2000 : Le Petit Vampire (The Little Vampire) d'Uli Edel
- 2002 : Spider-Man de Sam Raimi
- 2003 : Daredevil de Mark Steven Johnson
- 2004 : Spider-Man 2 de Sam Raimi
- 2007 : Spider-Man 3 de Sam Raimi
- 2010 : The Warrior's Way de Sngmoo Lee
- 2013 : Man of Steel de Zack Snyder
- 2015 : Absolutely Anything de Terry Jones (+ directeur artistique)

### Télévision
- 1972-1976 : Doctor Who, première série, saisons 9 à 14, 29 épisodes
- 1991 : Le nozze di Figaro, téléfilm de Brian Large
- 2001 : Les Brumes d'Avalon (The Mists of Avalon), téléfilm d'Uli Edel (+ directeur artistique)

## Distinctions (sélection)

### Récompenses
- David di Donatello 1988 : meilleurs costumes pour Le Dernier Empereur.
- Trois Oscars de la meilleure création de costumes :
  - En 1988 pour Le Dernier Empereur
  - En 1989 pour Les Liaisons dangereuses
  - Et en 1996 pour Le Don du roi
- BAFTA 1989 : meilleurs costumes pour Le Dernier Empereur

### Nominations
- British Academy Film Award des meilleurs costumes :
  - BAFTA 1990 pour Les Liaisons dangereuses
  - BAFTA 1996 pour Le Don du roi